# Juan Marín
Juan R. Marín (ur. 25 sierpnia 1952) – portorykański judoka. Olimpijczyk z Monachium 1972, gdzie zajął dziewiętnaste miejsce w wadze półciężkiej.
Uczestnik mistrzostw świata w 1971.
Srebrny medalista igrzysk Ameryki Środkowej i Karaibów w 1978 i brązowy w 1974 roku.

## Letnie Igrzyska Olimpijskie 1972
| Konkurencja | Eliminacje           | Klas. końcowa |
| Konkurencja | Przeciwnik I         | Miejsce       |
| ----------- | -------------------- | ------------- |
| 93 kg       | Jimmy Wooley (USA) P | 19.           |